# Tremmerup
Tremmerup var en bebyggelse beliggende nordøst for Flensborg. Navnet er første gang dokumenteret 1691. Navnet henføres til mandsnavnet glda. Thrimmi, en sideform til Thrimmir. Måske står navnet også i forbindelse med glda. thrimma for at hoppe eller lignende. Senere gik navnet over til skoven, som nu hedder Tremmerup Skov og som danner samen med Vilde et større sammenhængende skovområde mellem Flensborg og Lyksborg. I den danske tid hørte området under Munkbrarup (Munkbrarup Herred, Flensborg Amt) og Adelby Sogn (Husby Herred, Flensborg Amt). Senere kom den vestlige del under Tvedskov og i 1910 endelig under Flensborg kommune. 
I 1900-tallet blev dele af arealet i Tremmerup anvendt til militære formål og der blev blandt andet opført en skydebane. Først i 1997 rykkede der igen civile aktiviteter ind på området og der opstod en ny bebyggelse på omtrent fem hektar med udgangspunkt i sociale og økologiske principer. Den økologiske bebyggelse kaldes for Waldsiedlung Tremmerup (Tremmerup Skovby) og gælder for bilfri. 2008 kom et nybygget fælleshus til.